# Alicia Ghiragossian
Alicia Ghiragossian (née le 13 juillet 1936 à Córdoba (Argentine) et morte le 22 mai 2014 à Los Angeles) est une poétesse et traductrice arméno-argentine (en). Née de parents arméniens, elle commence à publier de la poésie à la fin des années 1960 avant de s'installer à Los Angeles en 1971. Elle écrit plus de 60 livres en espagnol, anglais et arménien, dont Being and Punctuation, illustré par Pablo Picasso. Elle est finaliste du prix Nobel de littérature 1997.

## Biographie
Alicia Ghiragossian naît en 1936 à Córdoba. Ses parents ont émigré en Argentine après le génocide arménien dans l'empire ottoman. Elle obtient un diplôme en droit de l'Université de Buenos Aires et commence à exercer comme avocate, mais abandonne rapidement la profession pour poursuivre une carrière dans l'édition.
En 1967, Ghiragossian publie un recueil de poésie, après avoir publié son premier livre l'année précédente. La collection est traduite en italien et illustrée par l'artiste espagnol Pablo Picasso. La même année, un autre recueil est traduit en arménien et devient un best-seller en Arménie et parmi la diaspora arménienne.
Elle déménage à Los Angeles en 1971, où elle reste jusqu'à sa mort en 2014. 
Écrivant en espagnol, anglais et arménien, elle a publié plus de 60 livres, dont la plupart sont des recueils de poésie. Elle traduit également une édition du poète arménien Raffi en espagnol. 
Ghiragossian est nommée pour le prix Nobel de littérature 1997, finalement attribué au dramaturge italien Dario Fo. La même année, elle est nommée citoyenne d'honneur d'Arménie. L'Académie nationale des sciences de la république d'Arménie lui a décerné un doctorat honorifique,.
Elle a une fille nommée Lara. 